# Inmigración alemana en el Perú

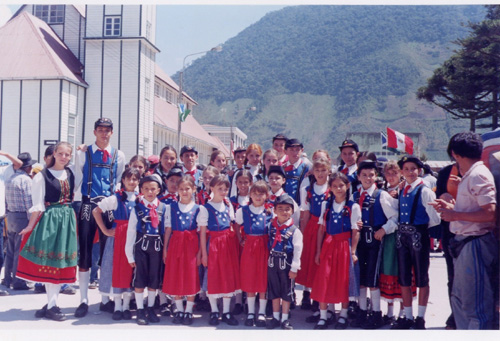
Celebración en Oxapampa De los Alpes a los Andes.

La inmigración alemana en Perú se resume el proceso de ingreso de población desde las entonces zonas germanohablantes de Austria, Alemania y Suiza hacia el Perú. Este proceso tuvo picos de ingreso masivo a mediados del siglo XIX y desde entonces el ingreso de población germánica no ha vuelto a alcanzar índices elevados.
Durante el establecimiento de la República, en muchas oportunidades se dieron leyes que propiciaron la inmigración extranjera al país; este proceso de inmigración tomó mayor fuerza en el Gobierno del General Ramón Castilla, al derogar en 1854 la Ley de la Esclavitud y prohibir el ingreso de asiáticos, a fin de alentar la inmigración europea.
Los primeros colonos alemanes que llegaron al Perú lo hicieron en 1853 para establecerse en la zona de Tingo María, Tarapoto, Moyobamba y el Amazonas; más adelante se crearon las colonias de Pozuzo, valle de Oxapampa, Villa Rica, Tirol, Prusia, entre otras tantas más.[cita requerida]

## Historia
En 1853, amparados por una ley promulgada en 1849 por Ramón Castilla, se fomentó la inmigración de alemanes para poblar la selva. Se gastó mucho dinero del erario en el viaje de estos colonos hasta la zona de Tocache, Tarapoto y Moyobamba. Según Antonio Raimondi, estos colonos viajaron de Lima, primero a Cerro de Pasco, luego a Huánuco y de ahí a su destino final en la selva. Este fue un viaje penoso y difícil hecho en lomo de bestia, y fue un fracaso tal, que tan sólo 4 individuos llegaron a Moyobamba, 4 a Tarapoto, 5 a Tocache. El contratista de esa primera expedición de alemanes fue José Antonio Rodulfo.

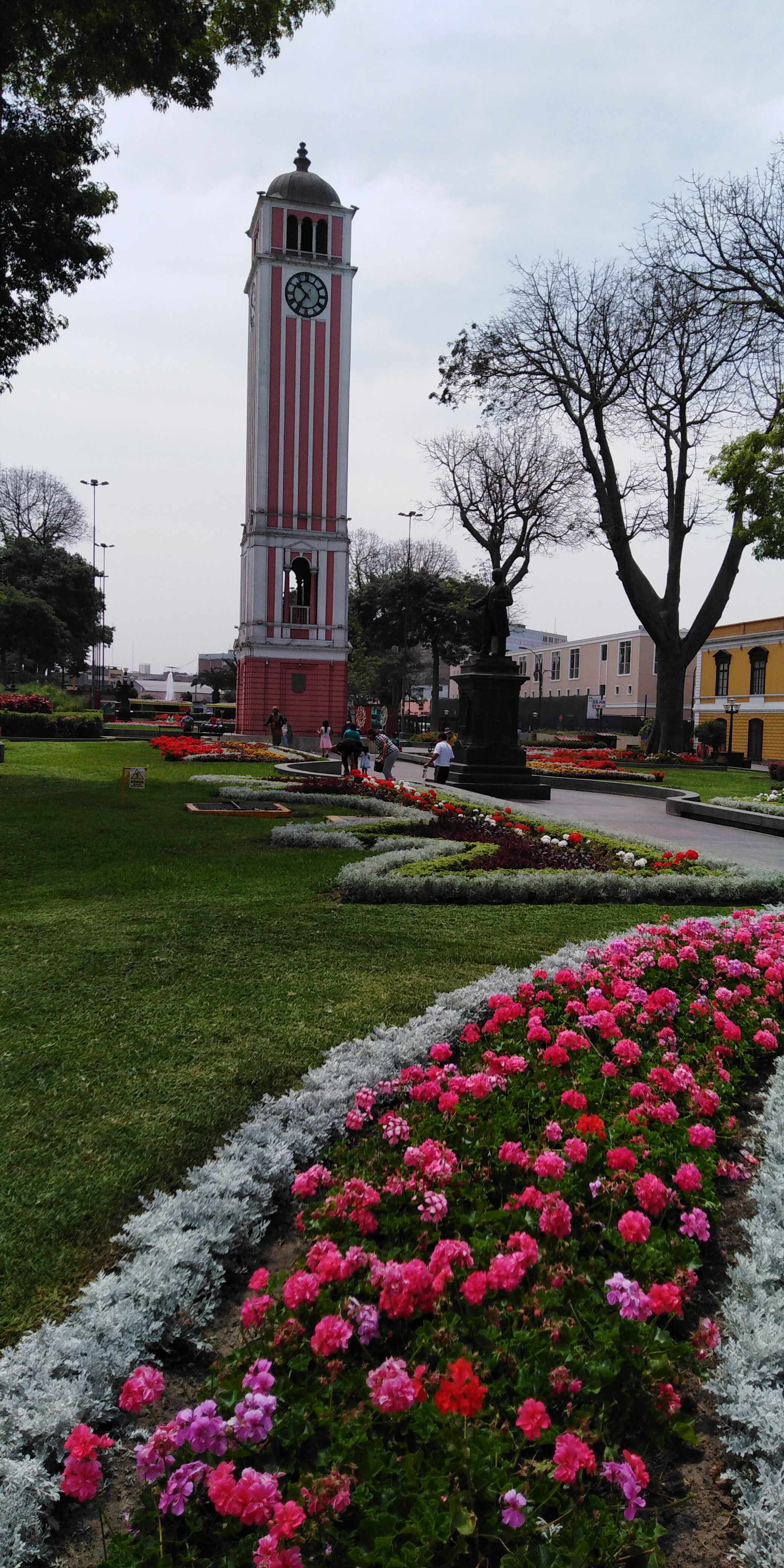
Torre Alemana en el Parque Universitario de Lima, donada por la colonia alemana residente en el país con motivo del centenario de la independencia del Perú.

Posteriormente en 1856, el peruano Manuel Ijurra y el alemán Damián Schütz obtuvieron una concesión del estado peruano presidido en ese entonces por don Ramón Castilla, para introducir colonos alemanes en la selva peruana. Con esta concesión los contratistas recibirían 30 pesos por cada alemán que ingresara al Perú. El 20 de junio de 1857 arribó al Callao la fragata "Norton", esta fragata de origen belga transportó 300 individuos católicos provenientes del noroeste del Tirol (Austria) y la región alemana de Renania. 180 tiroleses de la aldea de Fiss y 120 Renanos de la aldea de Briedel, Estos alemanes tenían como destino la confluencia de los ríos Pozuzo y Huancabamba y aproximadamente arribaron a su destino en julio de 1859, teniendo que recibir una remesa del estado peruano de 1000 pesos. Rápidamente esta colonia obtuvo buenos resultados agrícolas en su producción de arroz, caña de azúcar, yuca, coca y café, razón por la cual el gobierno les suprimió la remesa.
Años posteriores, los caminos hacia Pozuzo se deterioraron por las lluvias, quedando incomunicados y sin su remesa del estado quedaron a su suerte en la selva amazónica. En 1880 la colonia de Pozuzo contaba con 299 hombres y 266 mujeres; y se mantuvieron como un grupo cerrado en la región.
En la primera mitad del siglo XX hubo otro intento de colonización en Satipo por parte de un grupo de austriacos, quienes procedían de Alta Austria, Baja Austria y Viena.
La última llegada de cierta cantidad de germanohablantes fue durante la Segunda Guerra Mundial, cuando huyeron grupos de judíos austriacos y alemanes (sobre todo nobleza, familias reales, comerciantes, médicos e ingenieros [cita requerida] ) hacia el Perú, donde se establecieron en las ciudades grandes de provincias como Huancayo, Trujillo y Chiclayo.
Durante la historia del Perú ha habido diversas instituciones de origen alemán en el Perú como el Banco Alemán Transatlántico del Deutsche Bank, el Grupo Wiese, la Gildemeister & Co. o el Club Peruano Alemán.
En la actualidad existen diferentes instituciones como el Instituto Goethe de Lima, el Colegio Peruano-Alemán Alexander von Humboldt, el Colegio Reina del Mundo o, la Cámara de Comercio e Industria Peruano-Alemana, el KfW Bankengruppe, la Fundación Hans Seidel, la Fundación Friedrich Ebert, la Fundación Konrad Adenauer o el Grupo Hochschild.

## Ubicación geográfica

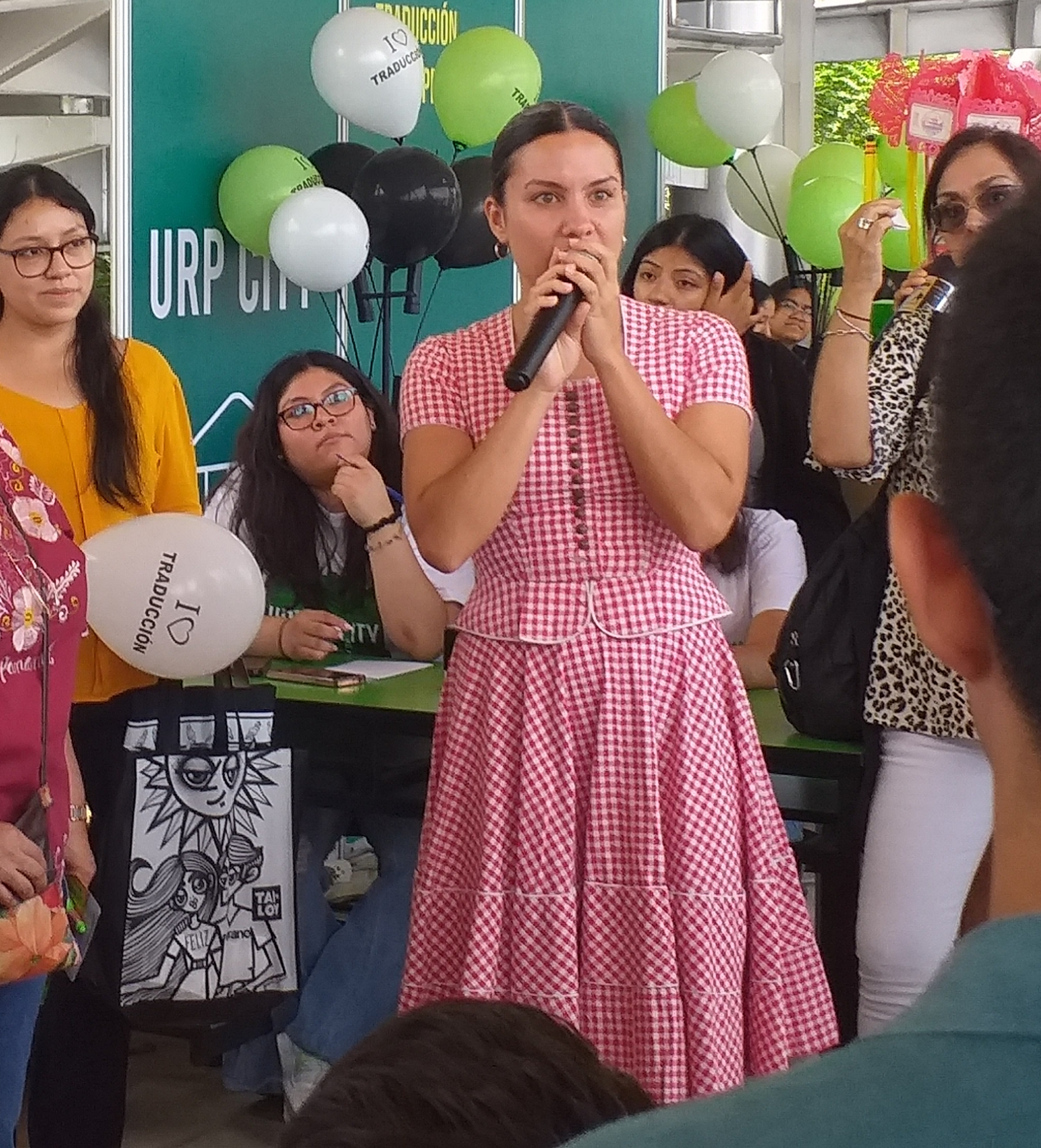
Chica peruana de ascendencia alemana en Lima, 2023

Los descendientes de los inmigrantes austriacos y alemanes que se asentaron por Pozuzo pueblan actualmente los siguientes territorios:
- Pasco.- En la provincia de Oxapampa en los distritos del Pozuzo, Huancabamba y Villa Rica
- Huánuco.- En la provincia del Puerto Inca en el distrito Codo del Pozuzo

Otros destinos de la inmigración austriaca, alemana y suiza eran Tingo María en el departamento de Huánuco y en la Provincia de Satipo en el departamento de Junín. Aparte de otras zonas de la selva del Perú (Tarapoto, Tocache, Pucallpa, Aguaytia, Puerto Maldonado, Chanchamayo,
Pichanaqui, Puerto Bermúdez), migraron también hacia las ciudades del país (Huánuco, Huancayo). Una parte se trasladó a la ciudad de Lima y Trujillo. Y una mínima parte se trsaladó a Mollendo, en esta última, todavía se conserva algunas edificaciones alemanas.

## Costumbres austriacas, alemanas y suizas
Casi todos los descendientes se han integrado a las costumbres netamente peruanas, aunque aún mantienen algunas costumbres propias de Austria (Tirol), como idioma o dialectos, comida típicas, danzas, etc, esto atrae hoy en día a muchos turistas, dichas costumbres y tradiciones son relativamente predominantes en las zonas de Pozuzo, Oxapampa, Villa Rica y llevadas aún por mestizos y otros. En la actualidad se reportan algunas migraciones de austriacos, alemanes y suizos a éstas zonas.

## Idioma
Aunque el idioma que hablan es el español como en todo el Perú, algunas personas, sobre todo mayores, hablan todavía un particular dialecto tirolés. Últimamente con apoyo de los gobiernos de Alemania y Austria existe varios programas de fomento del idioma alemán en dichas zonas.

## Demografía
Fue producto más que todo de una inmigración espontánea en su mayor parte sin ningún estímulo del estado peruano, coencidiendo sobre todo en las épocas de mayor auge económico del país. Actualmente se observa una nueva inmigración relativa de germanos, esta vez en su mayor parte conformado por empresarios, científicos y matrimonios mixtos producto de la globalización de migraciones peruanas hacia países germanos.
Actualmente, se desconoce el número de descendientes alemanes, puesto a que los alemanes étnicos no son incorporados en los censos de población ni en ningún otro catastro por origen étnico de los habitantes en el país.

## Religión
En lo que respecta a asuntos religiosos, en 1967 fue fundada la Iglesia Alemana de San José de culto católico en el distrito limeño de Miraflores, quien junto a la Chirstuskirche de la Iglesia Evangélica Luterana en el Perú, ubicada en Surco, son los dos templos cristianos germanoparlantes de la capital peruana.